# Новхани
Новхани́ або Новхана́ (азерб. Novxanı) — село у Апшеронському районі Азербайджана, розташоване на північно-східному березі знаменитого солоного озера Масазірголь поряд із селищем Масазір за 21 км від Баку.

## Історія
Новхани було засноване у XVII віці, після того, як природна катастрофа знищила селище Сіян яке знаходилося поблизу. Жителі будувалися неподалік від попереднього місця проживання, що й стало основою нового топоніма (перс. نوخانه. نوخانه‎, новханэ — «новий дім»). Тут були й сліди древніх караван-сараїв - Новхани розташовувався на перетині торгових шляхів і в далекі часи тут вирувало життя.
У селі розташована мечеть Шах Султан Гусейна, XVII віку.. Вона належить до Ширвано-апшеронської архітектурної школи.
У 1870 році там було 354 двора, 1843 жителя і одна мечеть - відповідно до опису населених пунктів Бакинської губернії, складених землемірами. Ще одну мечеть у Новханах побудували в 1877 році. Її будівництво стало необхідним після того, як стара мечеть через зростання населення в результаті нафтового буму вже не вміщала всіх віруючих. На фасаді нової мечеті був напис, з якої випливає, що її звів (або був замовником) Сафарлі Дада Расул оглу Новхані, або Сафарлі Гаджі. Будували ці мечеті жителі Новхани - уста Ага-бала і Гусейн-бала. За статистикою 1893 року, етнічний склад Новхани становили таты.
Під час березневих погромів 1918 року вірмени, обстрілюючи село, взяли орієнтиром мінарет. У такому розваленому стані він простояв до початку 30-х років, поки його не знесли через загрозу обвалення.
У радянську пору в селі розташовувався радгосп, де вирощували шафран, мигдаль і фісташки, нині господарство перебуває у приватному володінні.
З 2005 року діє сімейно--розважальний комплекс «АФ-Готель Аквапарк».

### Легенда
Цікаво, що віконні прорізи куполів мечеті чомусь дійшли до нашого часу наглухо закладеними. Історику Іскендера Гаджи місцеві жителі розповіли, що зроблено це було для того, щоб вороги, які були у замовника мечеті, не змогли б зробити на нього замах під час здійснення намазу. Версія оригінальна, але не треба навіть бути істориком, щоб зрозуміти: це просто неможливо. За визначенням. У той час моральні підвалини були настільки сильні, а догмати віри такі міцні, що подібне богохульство не прийшло б в голову найзапеклішим бандитам, не кажучи вже про якихось недоброзичливців Сафарлі Дада Расула оглу Новхані.

## Фото

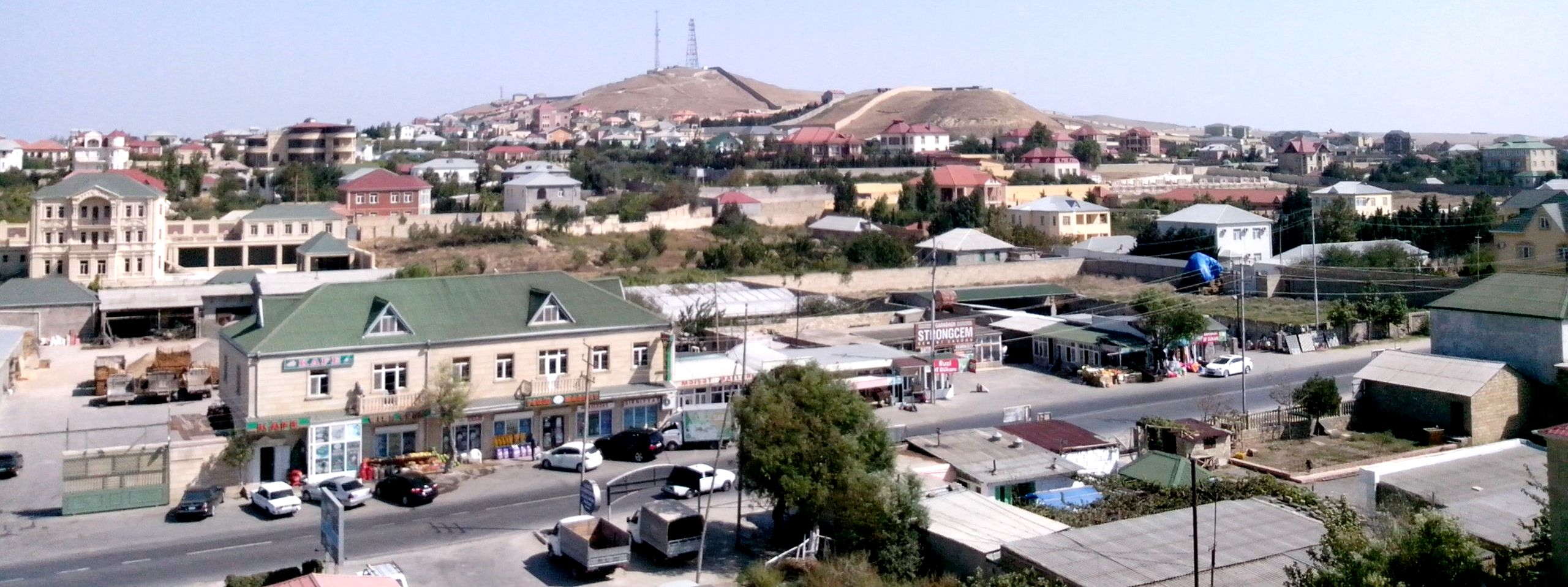
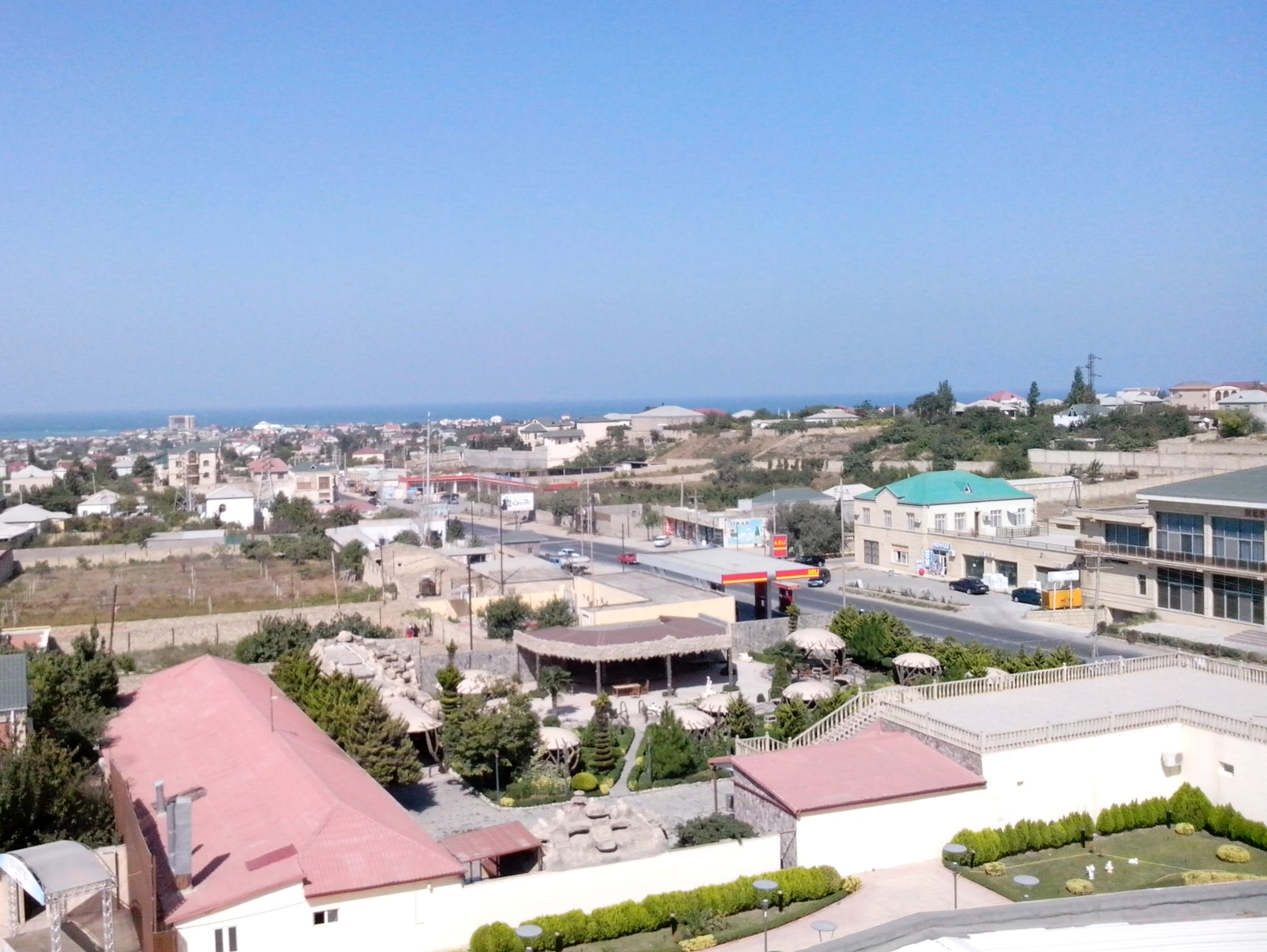
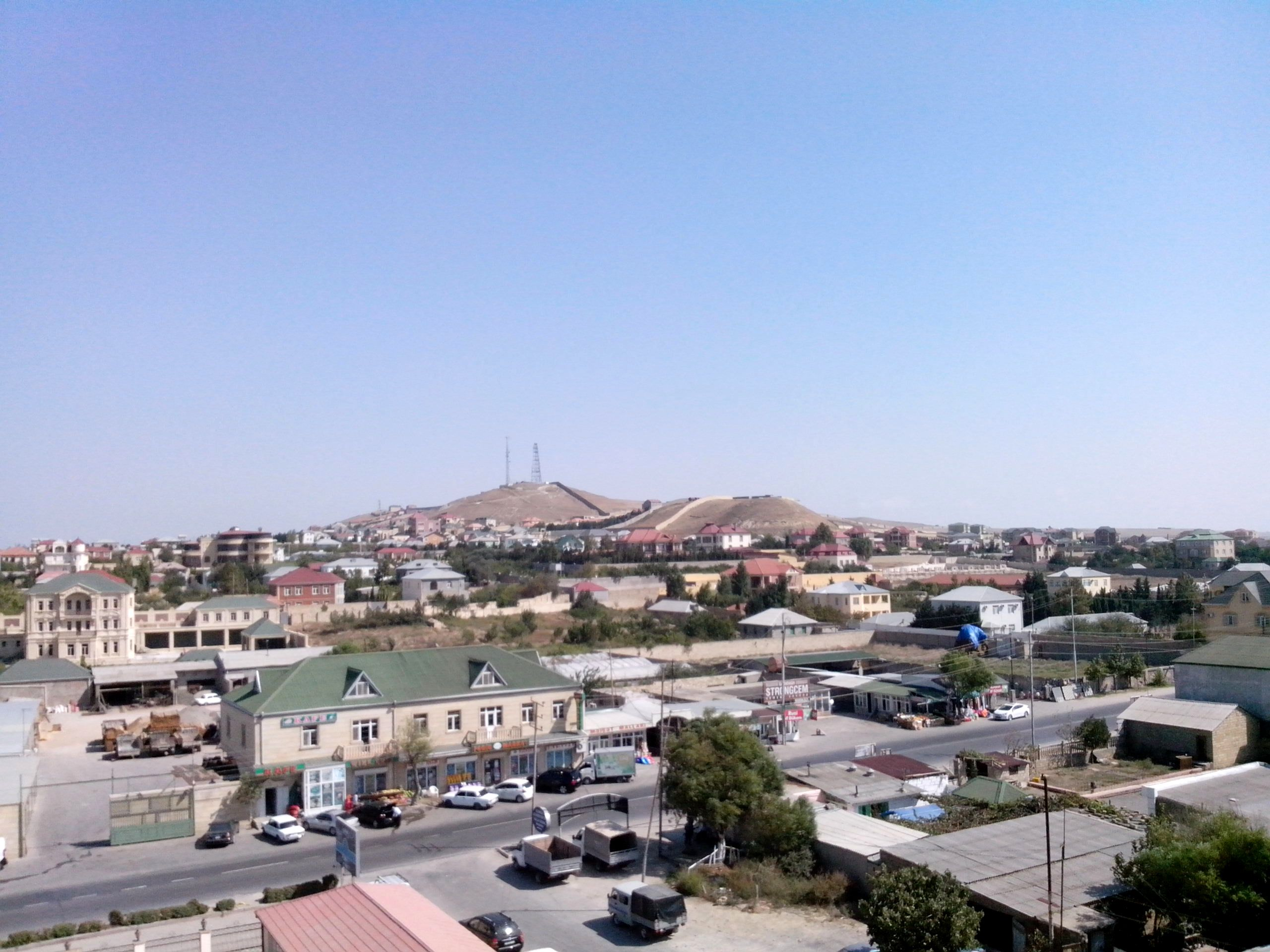

## Відомі особистості
- Мамед Емін Расулзаде — азербайджанський державний, політичний і суспільний діяч, журналіст і драматург. Один з засновників Азербайджанської демократической республіки (1918—1920)
- Мамед-Али Абдулазиз оглы Расулзаде — один з активних учасників національного руху в Азербайджані, депутат парламенту АДР[7], двоюрідний брат Мамед-Еміна Расулзаде.
- Азим Азимзаде[8] — радянський графік, Народний художник Азербайджанської ССР (1927).
- Лютфі Аскер Заді (1921) — американський математик, засновник теорії нечітких множин і нечіткої логіки.
- Мехти Гусейн-заді[9] — Герой Радянського Союзу.
- Сулейман Рустам — поет, Народний поет Азербайджанської ССР (1960).
- Айдин Салман — відомий у народі, як Айдинчик[10]. Знаменитим він став наприкінці 1974 року, коли з'явились записи[11] з його виконанням «Доля воровская», «Эльнара», «Баки юрдум», «Джаміля», «Газ-21» та інші.